# العلاقات الكورية الشمالية الموزمبيقية
العلاقات الكورية الشمالية الموزمبيقية هي العلاقات الثنائية التي تجمع بين كوريا الشمالية وموزمبيق.

## مقارنة بين البلدين
هذه مقارنة عامة ومرجعية للدولتين:
| وجه المقارنة                                              | كوريا الشمالية                        | موزمبيق          |
| --------------------------------------------------------- | ------------------------------------- | ---------------- |
| المساحة (كم2)                                             | 120.54 ألف                            | 801.59 ألف       |
| عدد السكان (نسمة)                                         | 25.49 مليون                           | 29.67 مليون      |
| الكثافة السكانية (ن./كم²)                                 | 211.47                                | 37.01            |
| العاصمة                                                   | بيونغيانغ                             | مابوتو           |
| اللغة الرسمية                                             | لغة كوريا الشمالية القياسية ‏          | اللغة البرتغالية |
| العملة                                                    | وون كوري شمالي                        | متكال موزمبيقي   |
| الناتج المحلي الإجمالي (بليون دولار)                      |                                       | 12.33 مليار      |
| الناتج المحلي الإجمالي (تعادل القوة الشرائية) بليون دولار |                                       | 33.35 مليار      |
| الناتج المحلي الإجمالي الاسمي للفرد دولار أمريكي          |                                       | 529              |
| الناتج المحلي الإجمالي للفرد دولار أمريكي                 |                                       | 1.13 ألف         |
| مؤشر التنمية البشرية                                      |                                       | 0.416            |
| رمز المكالمات الدولي                                      | +850                                  | +258             |
| رمز الإنترنت                                              | .kp                                   | .mz              |
| المنطقة الزمنية                                           | ت ع م+08:30، ت ع م+08:30، ت ع م+09:00 | ت ع م+02:00      |

## منظمات دولية مشتركة
يشترك البلدان في عضوية مجموعة من المنظمات الدولية، منها:
| علم المنظمة | اسم المنظمة                   | تاريخ انضمام كوريا الشمالية | تاريخ انضمام موزمبيق |
| ----------- | ----------------------------- | --------------------------- | -------------------- |
|             | الاتحاد البريدي العالمي       | ?                           | ?                    |
|             | الاتحاد الدولي للاتصالات      | ?                           | 4 نوفمبر 1975        |
|             | الأمم المتحدة                 | 17 سبتمبر 1991              | 16 سبتمبر 1975       |
|             | يونسكو                        | 18 أكتوبر 1974              | 11 أكتوبر 1976       |
|             | المنظمة الهيدروغرافية الدولية | ?                           | ?                    |

## وصلات خارجية
- موقع وزارة الخارجية الكورية الشمالية
- موقع وزارة الخارجية الموزمبيقية